# 旧証券取引所とロストラ柱

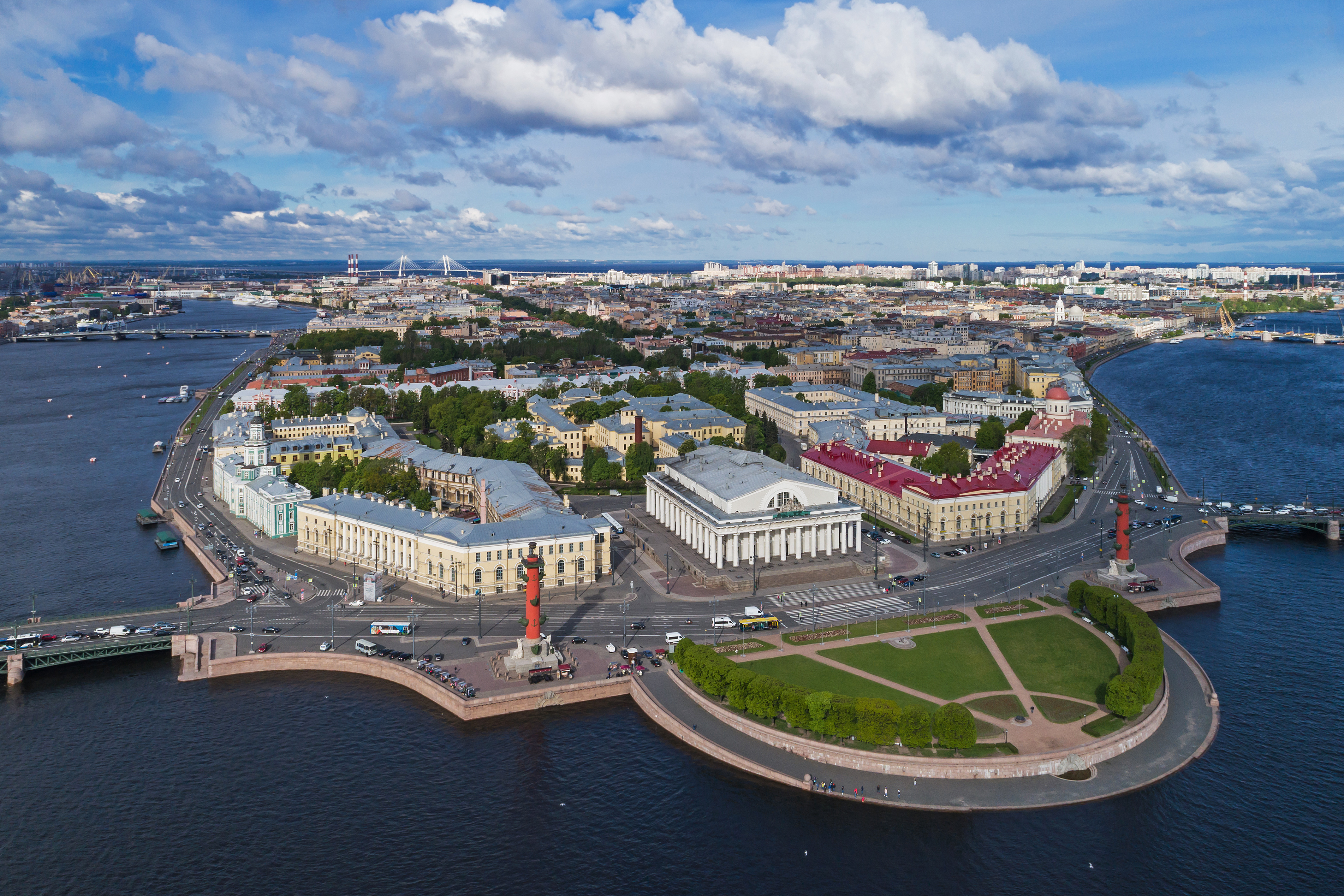
サンクトペテルブルク・ワシリエフスキー島の全景と、東端（手前）の「ストレルカ」にある旧証券取引所とロストラ柱。写真に向かって左側のエルミタージュ博物館から右側のペトロパヴロフスク要塞へ行く道筋にある。

旧証券取引所とロストラ柱（きゅうしょうけんとりひきじょとロストラちゅう、英語: Old Stock Exchange and Rostral Columns, Saint Petersburg）は、ロシア連邦サンクトペテルブルク・ワシリエフスキー島の「ストレルカ」（砂嘴の意味）と呼ばれる所にある建物とその前の広場に立つロストラ柱（海軍勝利塔）で、ネヴァ川に沿った有名な観光地である。

## ストレルカ
ロシア連邦サンクトペテルブルクのネヴァ川に立つワシリエフスキー島の東端は「ストレルカ」（Стрелка＝砂嘴の意味）と呼ばれており、そこは冬宮殿（現在はエルミタージュ博物館）から宮殿橋でネヴァ川を渡って行けて、さらに証券取引所橋で小ネヴァ川を渡るとペトロパヴロフスク要塞へ達するという便利な場所にあり、格好の観光地になっている。

## 旧証券取引所
サンクトペテルブルクのストレルカにある旧証券取引所（ロシア語: Здание Биржи）は、サンクトペテルブルクにある歴史的な建物である。住所はヴァシリエフスキー島の取引所広場4で、ギリシャ建築のリバイバル様式の代表例である。フランスの建築家トマ・デュ・トモンの設計で、イタリア・パエストゥムのヘラ神殿 (Temple of Hera) 風の建物が1805年から1810年の間に建設された。しかし、後に使用目的が変わり、1939年から2010年まで中央海軍博物館になっていた。

### 建築

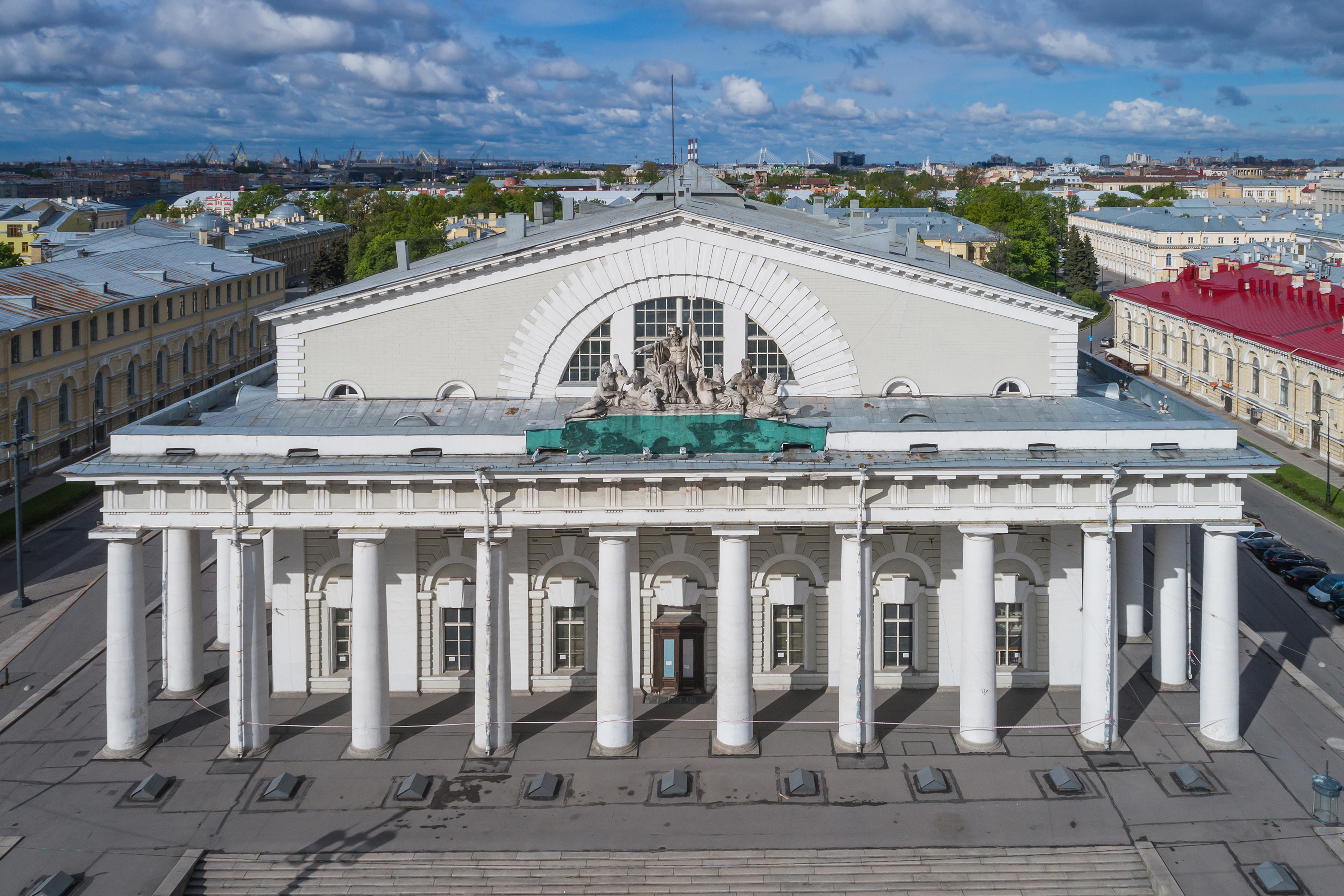
旧証券取引所の列柱入り口

旧証券取引所は冬宮殿の真向かいにあり、ワシリエフスキー島の砂嘴（ロシアでストレルカ）の空き地を埋めるために設置された。トマ・デュ・トモンの設計では、赤い花崗岩の巨大なスタイロベート基盤の上に置かれ、44のドーリア式支柱で囲むペリスタイルになっている。海洋商取引を象徴するネプチューンを特徴とし、クアドリガ馬車に似た形の記念碑的な彫刻群が柱廊の上に取り付けられている。取引所の内側と外側の両方で、半円のモチーフが繰り返される。内部には列柱に囲まれた大きな取引場があり、現在8つの展示部屋に分かれている。中央の部屋は長方形の天窓で採光しており、天井は格間で装飾されている。

### 歴史

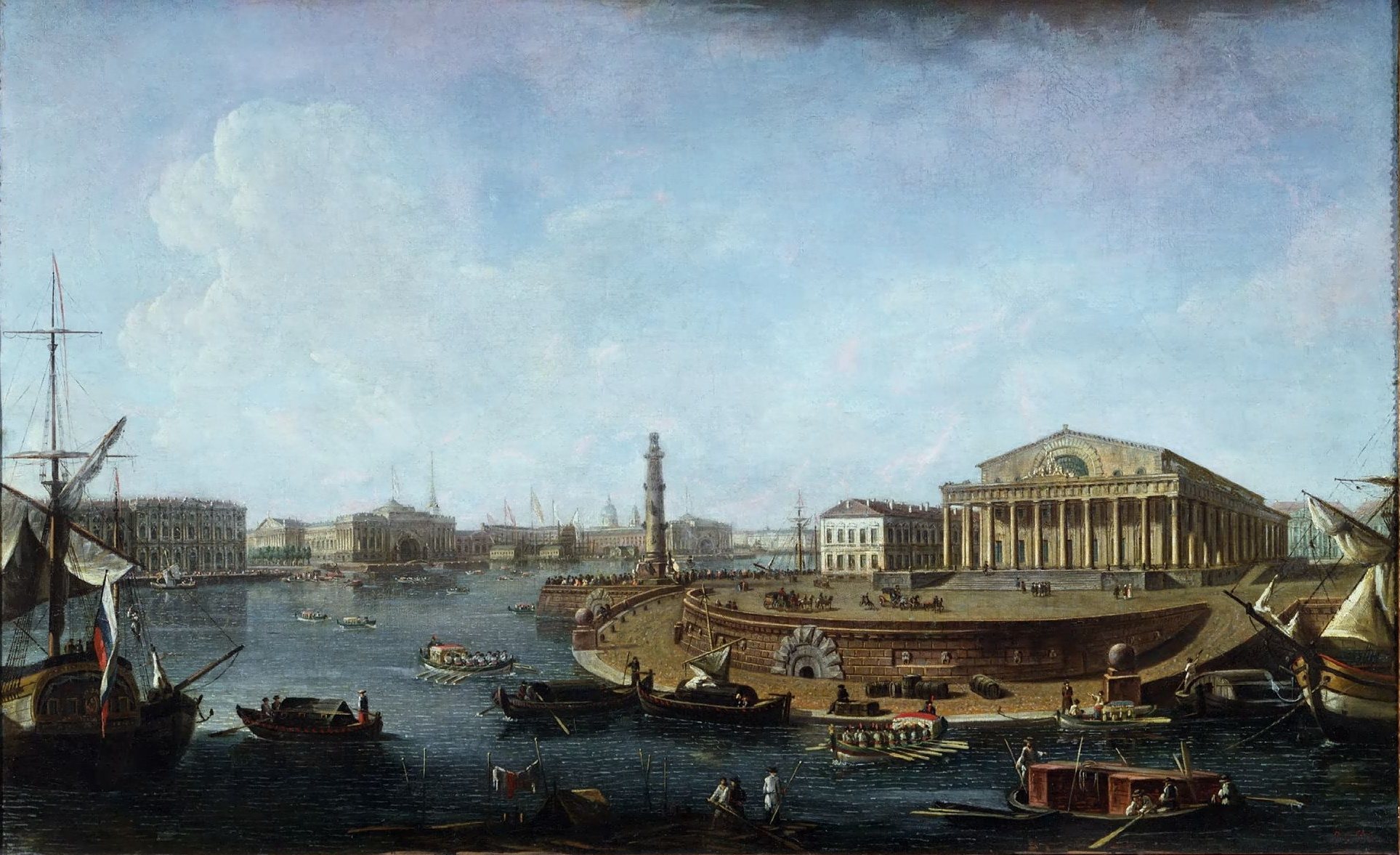
ペトロパヴロフスク要塞から見た証券取引所と海軍省（フョードル・アレクセーエフ画、1810年）

証券取引所はピョートル大帝の勅令により設立された。彼はアムステルダムの証券取引所に触発されて、当時のロシアの首都に証券取引所の設立を命じた。1767年、市建設委員会はシレワフスキー島の砂嘴の空き地を開発し、サンクトペテルブルク証券取引所を建設することを決定した。この地区には1783年から1789年までの6年間で、ジャコモ・クアレンギ (Giacomo Quarenghi) の設計により、科学アカデミーの本館や倉庫など（1795〜1797年）、さまざまな建物がネヴァ川の岸に建設された。これらの建物は証券取引所を左右で囲んでいる。証券取引所の建物自体の建設は1783年に始まったが、1787年に中断された。
プロジェクトは1805年に再開され、建築家トーマス・デ・トーモンが監督したが、ナポレオン戦争の激化により1810年までに作業は再び停滞した。建物の建設は1826年から1832年の間に行われ、内装はワシリ・デムト＝マリノフスキ (Vasily Demut-Malinovsky) が担当した。南と北の倉庫と税関の建物は建築家のジョヴァンニ・ルキニの設計で完成した。
1913年から1914年にかけて、証券取引所の中央ホールに鉄筋コンクリート・アーチを取り付けるなどの作業をマリアン・ペレチャトコビッチとフョードル・リドヴァルが行なった。

### 中央海軍博物館

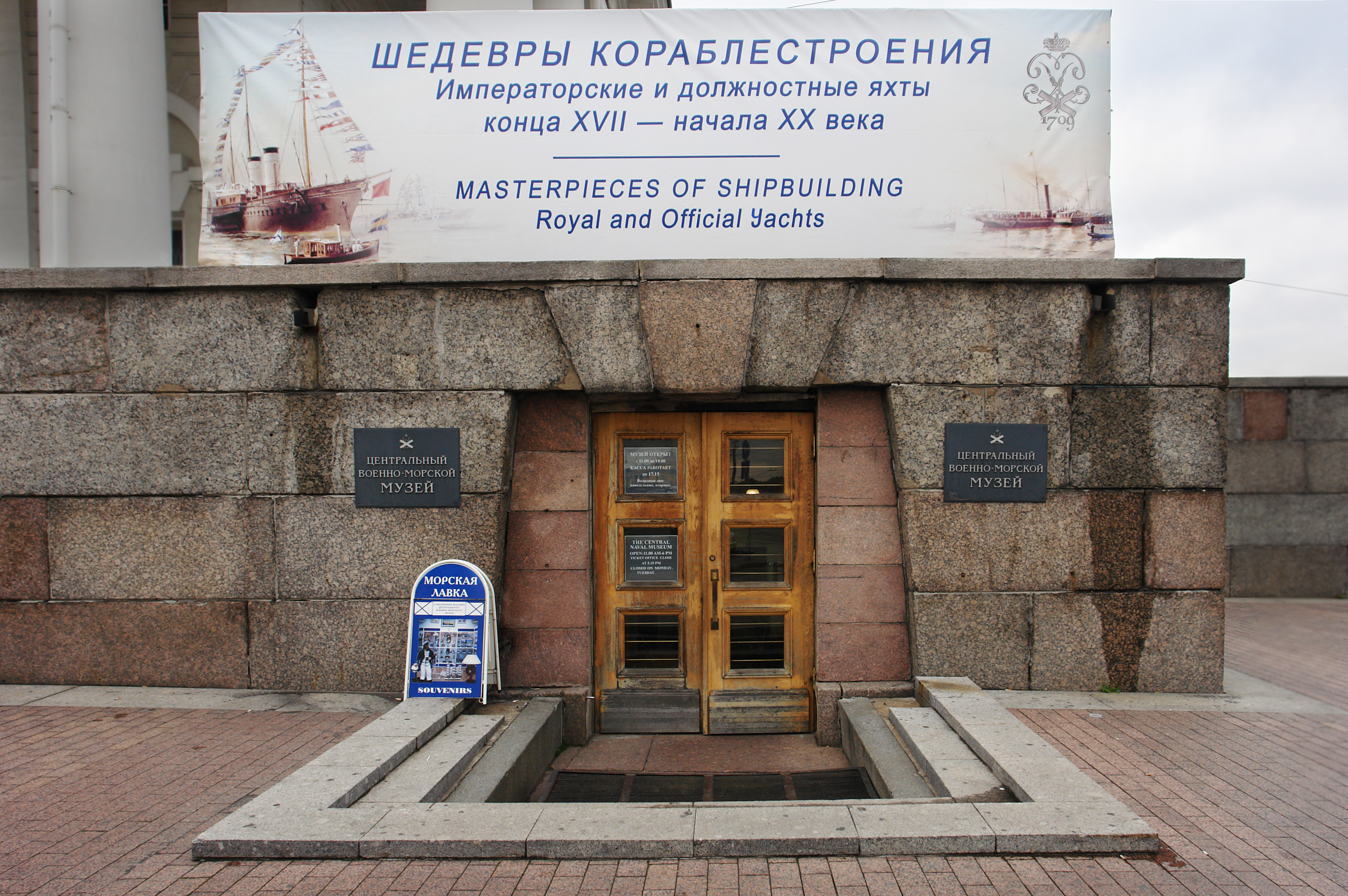
中央海軍博物館時代の入口

1917年のロシア革命と共産主義経済体制の成立により、証券取引所は無用の長物となった。 1939年、中央海軍博物館 (Central Naval Museum) の拡大するコレクションを収容するために使われることになった。このコレクションは、1709年にピョートル大帝が造った私的な「模型室」に起源がある。ソビエト時代のコレクションには、個人のコレクションから没収された多くの作品が入っている。
2007年までに、連邦当局は海軍博物館を新しい場所に移動し、証券取引所の新しい用途を見つけることを検討してきた。検討された利用方法は、それをエルミタージュ美術館に移すか、以前の商業センターとしての使用に戻すことであった。 2010年、市のアドミラルテイ区の労働広場にある、改装された「クリウコフ（海洋）兵舎」に海軍博物館を移転する作業が始まった。旧証券取引所の建物は、2011年6月に連邦所有からサンクトペテルブルク市に戻され、石油商品の取引所として使用することが検討された。これらの計画は最終的に2013年10月までに放棄され、市当局は展示ホール、会議ホール、コンサートホールなど、他の用途を検討し始めた。 2013年12月、サンクトペテルブルクの市知事ゲオルギー・ポルタフチェンコ (Georgy Poltavchenko) は、この建物がエルミタージュ美術館に譲渡されることを発表した。エルミタージュ美術館の責任者であるミハイル・ピオトロフスキーは、この建物を博物館の紋章の展示に利用されることを明らかにした。

## ロストラ柱

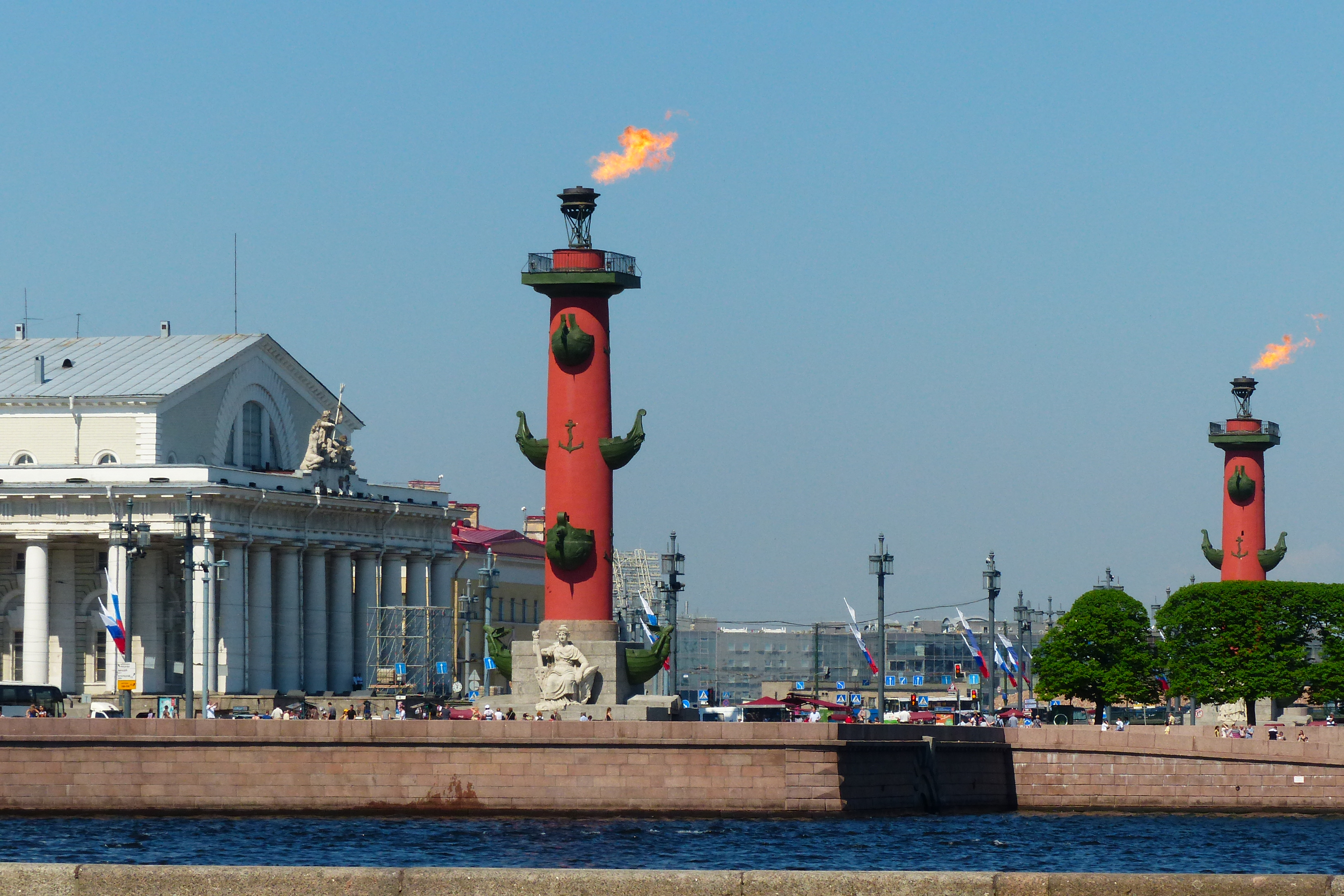
サンクトペテルブルクのロストラ柱

取引所ビルの前は、デ・トーモンが半円形の広場を設計し、円形の傾斜路が川に突き出た桟橋まで下るようにした。そして、そこに一対の大きな戦勝柱 (Victory column) の一種であるロストラ柱を置いた。ドーリア式の円柱は花崗岩の台座の上にあり、深いテラコッタの赤い漆喰でコーティングされたレンガで作られており、ブロンズの錨と4組のブロンズの船首（ロストラ）で飾られている。座っている大理石の像が各柱のベースを飾り、それぞれがロシアの主要な河川を表しており、北側の柱はヴォルガ川とドニエプル川、南側の柱にはネヴァ川とヴォルホフ川である。本来方角を知るビーコンとして機能することも目的としており、元々はギリシャ風の松明の形をした灯が上にあり、石油を使っていたが、後にこの松明は取り除かれ、「赤い帆」祭りなどの際に点火されるガス松明が取り付けられた。